# 加藤久雄 (長野市長)
加藤 久雄（かとう ひさお、1942年（昭和17年）11月8日 - ）は、日本の政治家、実業家。元長野県長野市長（2期）。現在は日本会議NAGANO会長を務める。

## 来歴
長野県長野市出身。1961年、長野県長野高等学校卒業。1965年、早稲田大学第一政治経済学部卒業。内田産業株式会社を経て、1967年に株式会社本久入社。1985年に同社社長、2009年に本久ホールディングス社長に就任。インフラ整備、外食事業、ホテル国際21等のレジャー事業を手掛ける。
2007年から長野商工会議所会頭・長野県商工会議所連合会会長を務め、2009年には、しなの鉄道取締役会長にも就任した。
2013年10月27日に行われた長野市長選挙に立候補。元民主党県議の高島陽子、長野県労働組合連合会副議長の菅田敏夫ら4人の候補者を破り初当選した。11月11日、市長就任。
※当日有権者数：310,181人 最終投票率：42.00%（前回比：－6.82pts）
| 候補者名 | 年齢 | 所属党派 | 新旧別 | 得票数   | 得票率 | 推薦・支持 |
| -------- | ---- | -------- | ------ | -------- | ------ | ---------- |
| 加藤久雄 | 70   | 無所属   | 新     | 56,424票 | 44.00% |            |
| 高島陽子 | 45   | 無所属   | 新     | 34,656票 | 27.03% |            |
| 菅田敏夫 | 61   | 無所属   | 新     | 19,496票 | 15.20% |            |
| 河合博   | 64   | 無所属   | 新     | 9,968票  | 7.77%  |            |
| 橋本将之 | 33   | 無所属   | 新     | 7,681票  | 5.99%  |            |

2017年6月12日、長野市オリンピック記念アリーナの運営管理を行う株式会社エムウェーブの社長の土屋龍一郎が、任期満了に伴う長野市長選挙に立候補するため辞職。その後任として代表取締役会長、兼代表取締役社長に就任した。
同年10月29日に行われた市長選に自民党・公明党・民進党の推薦を得て立候補し、土屋との一騎打ちを制し再選。
※当日有権者数：315,397人 最終投票率：39.29%（前回比：－2.71pts）
| 候補者名   | 年齢 | 所属党派 | 新旧別 | 得票数   | 得票率 | 推薦・支持                     |
| ---------- | ---- | -------- | ------ | -------- | ------ | ------------------------------ |
| 加藤久雄   | 74   | 無所属   | 現     | 69,778票 | 56.92% | （推薦）自民党・公明党・民進党 |
| 土屋龍一郎 | 56   | 無所属   | 新     | 52,812票 | 43.08% |                                |

2021年5月、加藤が引退する意向を県内の政界関係者に伝えたと報じられた。同年6月16日の市議会一般質問で引退を正式表明。10月31日に行われた長野市長選挙に立候補せず、11月10日に退任し政界から引退した。
2022年11月3日、秋の叙勲において、旭日小綬章を受章した。

## 市政

### 行政サービスの拡充・行政改革
就任直後から、「市民はお客さまプロジェクト」を開始。2014年10月に実施された市民アンケート結果では、73.8％の市民が「職員の応対に満足した」と回答した。
2014年4月から、長野市役所に「カトウさんへの提案ポスト」を設置。市民の意見を積極的に市政に反映するように努める姿勢をとる。
2015年の北陸新幹線開業に伴う長野駅通過駅化の問題の際、長野駅リニューアル、善光寺御開帳等と併せたPR戦略を行い、長野駅の降車人員および御開帳参拝者を増加に転じさせた。
2016年1月に開庁した市役所新第1庁舎2階に設けた総合窓口では、従来の戸籍や住民票に関わる窓口サービスに加え、出生や転入に伴う保健福祉、子育て（、ごみ関係）などの一部の手続きや案内を一元的に行うなど、市民の利便性の向上を図る新サービスを開始した。
2016年度の機構改革では、文化・芸術やスポーツの振興に取り組む「文化・スポーツ振興部」のほか、野生鳥獣被害対策に関する施策を一元的に担当する「いのしか対策課」を新設した。また、記者会見や市民向けの広報などを強化することを目的に、市の情報発信を担当する「広報秘書官」を新たに置いた。

### 行政コスト削減
本久ホールディングス等の民間企業経営経験に基づき、行政サービス拡充、コスト削減等、市政への民間感覚導入を推進している。耐震性能が危ぶまれた旧市役所第１庁舎跡地に建設する予定だった立体駐車場については、費用や景観面を考慮し、計画を見直すよう指示した。立体駐車場から平面化へと計画を見直した事で、整備費用を当初予定していた約１１億円の半分程度に抑えた。
1998年の長野冬季五輪で使用したボブスレー・リュージュ施設「スパイラル」は、市が負担する年間維持費1億2000万円が財政の重荷になっていたことから、平昌五輪後の2018年度以降、競技用としては使わないと正式に発表した。
2020年11月26日、前年10月の台風19号災害や新型コロナウイルス感染流行の影響を踏まえ、自身の12月期末手当を10％減額する条例案を市議会定例会に提出した。副市長、教育長、代表監査委員および上下水道事業管理者については5％減額する。同条例案は即日可決された。

### 教育・福祉
優秀な人材の育成・輩出、地域産業への貢献、学生との連携・交流による地域活性化、若者の県外流出の抑制と地元定着の促進を掲げ、長野県立短期大学の4年制化を推進した。同校は2018年4月に長野県立大学として開校した。
6年間通した体系的なキャリア教育の実践などを目指し、市内の公立中高一貫校のモデルケースとして、長野市立長野高校の中高一貫教育を推進し、2017年4月に、同校は長野市立長野中学校を開校した。
2016年11月に、長野市内のホテル事業者との初の懇談会を開催し、「受動喫煙防止の取り組みをはじめ、市を挙げて観光誘客策を図りたい。ホテルの宴会場は全面的に禁煙にしてほしい」と呼び掛けた。

### 経済・産業育成
2017年2月に、シカやイノシシなどの野生鳥獣被害対策として、長野市初の「ジビエ（野生鳥獣肉）肉処理加工施設」を長野市中条の市有地に整備し、平成31年度から稼働させる方針を明確化した。
総務省の連携中枢都市圏構想に基づく「連携中枢都市」となることを推進した。連携中枢都市が周辺の自治体と「都市圏」を構成し、産業や医療、教育などで連携することで、人口の流出を食い止め、流入を促進するのが目的である。これにより地方交付税増額という国からの財政支援も受けられる。

### その他
- 2016年8月に、長野市教委が国からの交付金計約5億円分の申請を怠り、事業継続の財源が確保できない問題が発生した際は、責任をとって自身の1ヶ月分の給与を20％減額した[30]。
- 2021年1月9日に、長野市内のホテルで200人規模で開かれた企業（親族経営）の新年会に出席していたことがわかり、のちに、加藤市長は13日の会見で「感染対策をしているところは積極的に出るようにしたいと考えている」と述べ、問題はないとの認識を示した[31]。

## 人物
- 尊敬する人物は第71-73代 内閣総理大臣の中曽根康弘。
- 自身の娘はアミューズに勤め、吉高由里子のマネージャーを長年務めた人物である[32][33]。
- 公の場で漫画「ドラゴンボール」の技の1つである[要出典]元気玉を放つパフォーマンスを見せることがある[34]。2021年11月10日に退任した際も、市役所ロビーで元気玉を披露して去った[9]。